# Eupithecia aequata
Eupithecia aequata là một loài bướm đêm trong họ Geometridae.